# 文珠山 (大分県)
文珠山（もんじゅさん）は、大分県国東市にある山である。標高616.2mで、国東半島では両子山に次ぐ高峰である。瀬戸内海国立公園に含まれている。文殊山と書かれることもある（#名称参照）。
享和3年（1803年）に完成した『豊後国志』では、峨眉山（がびさん）として記されており、当時は中国の峨眉山に倣ってそのように呼ばれたことが窺える。
山腹にある文殊仙寺は、648年に役小角が開基したとされ、六郷満山の末山本寺として栄えた。本山の古称の峨眉山を山号としており、「日本三文殊」のひとつに数えられる。山腹にはほかにも柴竹観音、清滝観音といった霊場が存在し、文殊仙寺から文珠山頂に至る登山道の途中からそれぞれの参道が分かれている。
柴竹観音からは文珠仙境と呼ばれる岩場を巡る尾根道が延びており、その途中には風ノ神という祠がある。その祠周辺は非常に展望が優れているが、そこまでの道中は梯子などで岩場の登り降りをする難所で、注意を要する。この近辺は紅葉の名所としても有名で、文珠仙境や、文殊仙寺の駐車場を挟んで反対側にある岩場のことを、一般に文珠耶馬と呼んでいる。

## 名称
山の名は文珠山、寺の名は文殊仙寺と書き分けるのが慣例であるが、近年では、観光案内等をはじめとして、文殊山、文珠仙寺と書かれることも多い。